# Hệ thống chiếu sáng xe hơi
Hệ thống chiếu sáng xe hơi là hệ thống đèn sử dụng trên xe được phân loại theo các mục đích: chiếu sáng, tín hiệu và thông báo. Ví dụ các đèn đầu được dùng để chiếu sáng khi đi vào ban đêm, các đèn xi nhan để báo cho các xe khác cũng như người đi bộ và các đèn hậu ở đuôi xe để thông báo vị trí của xe. Ngoài hệ thống chiếu sáng nói chung, xe còn được trang bị các hệ thống có các chức năng khác nhau tuỳ theo từng thị trường và loại xe.

## Hệ thống đèn đầu
Đây là hệ thống cơ bản và quan trọng nhất trên xe, nhằm đảm bảo điều kiện làm việc cho người lái ô tô nhất là vào ban đêm và bảo đảm an toàn giao thông. Đèn đầu phải có cường độ sáng lớn nhưng không làm lóa mắt tài xế xe chạy ngược chiều. Đèn đầu có hai chế độ: chiếu xa từ 180 – 250m và chiếu sáng gần từ 50 – 75m. Đèn đầu là một trong những thiết bị tiêu thụ công suất lớn trên ô tô, ở chế độ chiếu xa là 45 – 70W, ở chế độ chiếu gần là 35 – 40W.

## Hệ thống đèn hậu
Để nhận biết kích thước trước và sau xe.

## Đèn sương mù
- Đèn sương mù phía trước:

Trong điều kiện sương mù, nếu sử dụng đèn đầu chính có thể tạo ra vùng ánh sáng chói phía trước gây trở ngại cho các xe đối diện và người đi đường. Nếu sử dụng đèn sương mù sẽ giảm được tình trạng này. Dòng cung cấp cho đèn sương mù thường được lấy sau relay đèn kích thước.
- Đèn sương mù phía sau:

Đèn này dùng để báo hiệu cho các xe phía sau nhận biết trong điều kiện tầm nhìn hạn chế. Dòng cung cấp cho đèn này được lấy sau đèn cốt. Một đèn báo được gắn vào tableau để báo hiệu cho tài xế khi đèn sương mù phía sau hoạt động.

## Hệ thống đèn xi nhan và báo nguy
Giúp cho người lái xe ra tín hiệu báo rẽ, báo nguy hiểm đột ngột và báo tình trạng hư hỏng của xe cho các xe khác tránh, như khi động cơ chết máy giữa đường.

## Hệ thống cảnh báo đèn phía sau
Người lái không thể nhận ra được các đèn hậu, đèn phanh bị cháy. Hệ thống cảnh báo đèn phía sau thông báo cho người lái biết các bóng đèn hậu hoặc đèn phanh bị cháy nhờ một đèn cảnh báo trên bảng đồng hồ táp lô. Hệ thống này được điều khiển bởi cảm biến báo hư hỏng đèn và thường được lắp trong khoang hành lý. Relay báo hư hỏng đèn xác định tình trạng đèn bị cháy bằng cách so sánh các điện áp khi đèn hoạt động bình thường hoặc khi bị hở mạch.

## Hệ thống DRL (Daytime Runing Light)
Ở hệ thống này, chỉ có đèn đầu hoặc cả các đèn đầu và đèn hậu tự động bật sáng khi động cơ nổ máy ở ban ngày, do đó các xe khác có thể nhìn thấy.
Ở một số nước vì lý do an toàn luật quy định bắt buộc phải có hệ thống này trên xe. Tuổi thọ của bóng đèn sẽ bị rút ngắn nếu đèn bật liên tục với cường độ sáng như ban đêm. Để nâng cao tuổi thọ của đèn, mạch điện được thiết kế sao cho cường độ sáng của đèn giảm đi khi hệ thống DRL hoạt động.